# Championnat du Cap-Vert de football 2000
Navigation
Saison précédente Saison suivante
La saison 2000 du Championnat du Cap-Vert de football est la vingt-et-unième édition de la première division capverdienne, le Campeonato Nacional. Après une phase régionale qualificative disputée sur chacune des neuf îles habitées de l'archipel, les champions de chaque île disputent le championnat national, joué en deux phases :
- une phase de poules (deux poules de quatre et trois équipes) dont seul le premier accèdent à la finale
- une finale en matchs aller et retour qui détermine le vainqueur du championnat

C’est le Futebol Clube de Derby qui remporte la compétition cette saison, après avoir battu l'Associação Académica e Operária en finale nationale. Il s'agit du second titre de champion du Cap-Vert de l’histoire du club.

## Les clubs participants
- Île de Boa Vista :
  - Associação Académica e Operária
- Île de Brava :
  - Pas de championnat disputé cette saison
- Île de Fogo :
  - Vulcânicos Futebol Clube
- Île de Maio :
  - Pas de championnat disputé cette saison
- Île de Sal :
  - Grupo Desportivo Palmeira

- Île de Santiago :
  - Clube Desportivo Travadores
- Île de Santo Antão :
  - Solpontense Futebol Clube
- Île de São Nicolau:
  - Sport Club Atlético
- Île de São Vicente:
  - Futebol Clube de Derby

## Compétition

### Phase de poules
Le barème utilisé pour établir le classement est le suivant :
- Victoire : 3 points
- Match nul : 1 point
- Défaite, forfait ou abandon : 0 point

Groupe A :
| Rang | Équipe                          | Pts | J | G | N | P | Bp | Bc | Diff |  | Résultats (▼ dom., ► ext.)      | Ope | Atl | Sol | Tra |
| ---- | ------------------------------- | --- | - | - | - | - | -- | -- | ---- |  | ------------------------------- | --- | --- | --- | --- |
| 1    | Associação Académica e Operária | 5   | 3 | 1 | 2 | 0 | 6  | 3  | +3   |  | Associação Académica e Operária |     | 2-2 | 1-1 | 3-0 |
| 2    | Sport Club Atlético             | 5   | 3 | 1 | 2 | 0 | 5  | 4  | +1   |  | Sport Club Atlético             |     |     | 2-1 | 1-1 |
| 3    | Solpontense Futebol Clube       | 1   | 2 | 0 | 1 | 1 | 2  | 3  | -1   |  | Solpontense Futebol Clube       |     |     |     |     |
| 4    | Clube Desportivo Travadores     | 1   | 2 | 0 | 1 | 1 | 1  | 4  | -3   |  | Clube Desportivo Travadores     |     |     |     |     |

- La rencontre entre Solpontense Futebol Clube et Clube Desportivo Travadores n'est pas disputée, sans incidence pour le classement puisque les deux clubs ne peuvent plus se qualifier pour la finale.

Groupe B :
| Rang | Équipe                    | Pts | J | G | N | P | Bp | Bc | Diff |  | Résultats (▼ dom., ► ext.) | Der | Vul | Pal |
| ---- | ------------------------- | --- | - | - | - | - | -- | -- | ---- |  | -------------------------- | --- | --- | --- |
| 1    | Futebol Clube de Derby    | 4   | 2 | 1 | 1 | 0 | 1  | 0  | +1   |  | Futebol Clube de Derby     |     | 1-0 | 0-0 |
| 2    | Vulcânicos Futebol Clube  | 3   | 2 | 1 | 0 | 1 | 1  | 1  | 0    |  | Vulcânicos Futebol Clube   |     |     | 1-0 |
| 3    | Grupo Desportivo Palmeira | 1   | 2 | 0 | 1 | 1 | 0  | 1  | -1   |  | Grupo Desportivo Palmeira  |     |     |     |

#### Finales
| 3 septembre 2000 | Futebol Clube de Derby | 1 - 1 | Associação Académica e Operária | Stade municipal Adérito Sena, Mindelo |  |
|                  | Colega 45e             |       | 31e Eli                         |                                       |  |

| 10 septembre 2000 | Associação Académica e Operária | 0 - 1 | Futebol Clube de Derby | Stade municipal Arsénio Ramos, Sal Rei |
|                   |                                 |       | 70e Ica                |                                        |

## Bilan de la saison
| Championnat du Cap-Vert de football 2000                 |                                   |
| Champion                                                 | Futebol Clube de Derby (2e titre) |
| Qualifications continentales                             |                                   |
| Ligue des champions de la CAF 2001                       | Futebol Clube de Derby            |
| Coupe d'Afrique des vainqueurs de coupe de football 2001 | Sporting Clube da Praia           |
| Coupe de la CAF 2001                                     | Aucun                             |
| Promotions et relégations                                |                                   |
| Promus en Campeonato Naçional                            | Aucun                             |
| Relégués                                                 | Aucun                             |